# Orchestre Symphonique de Québec

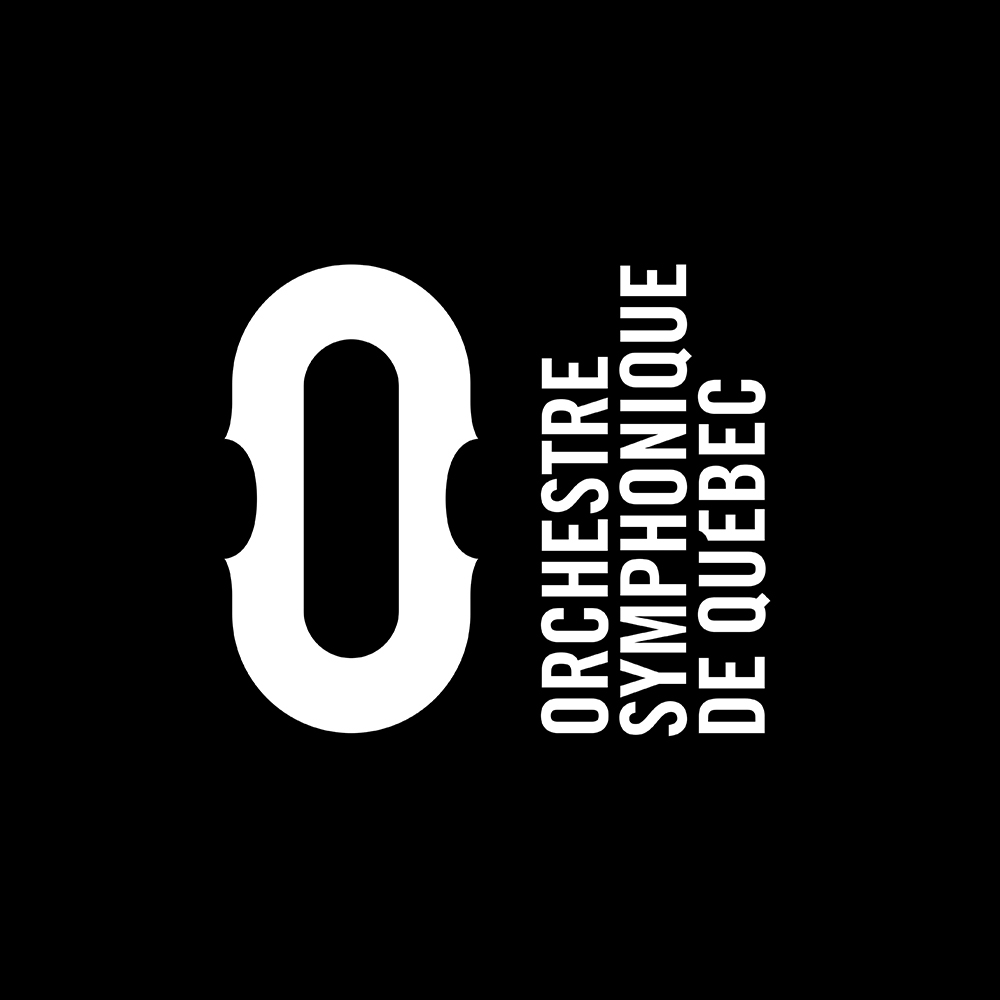
Logo des Orchestre Symphonique de Québec (seit 2017)

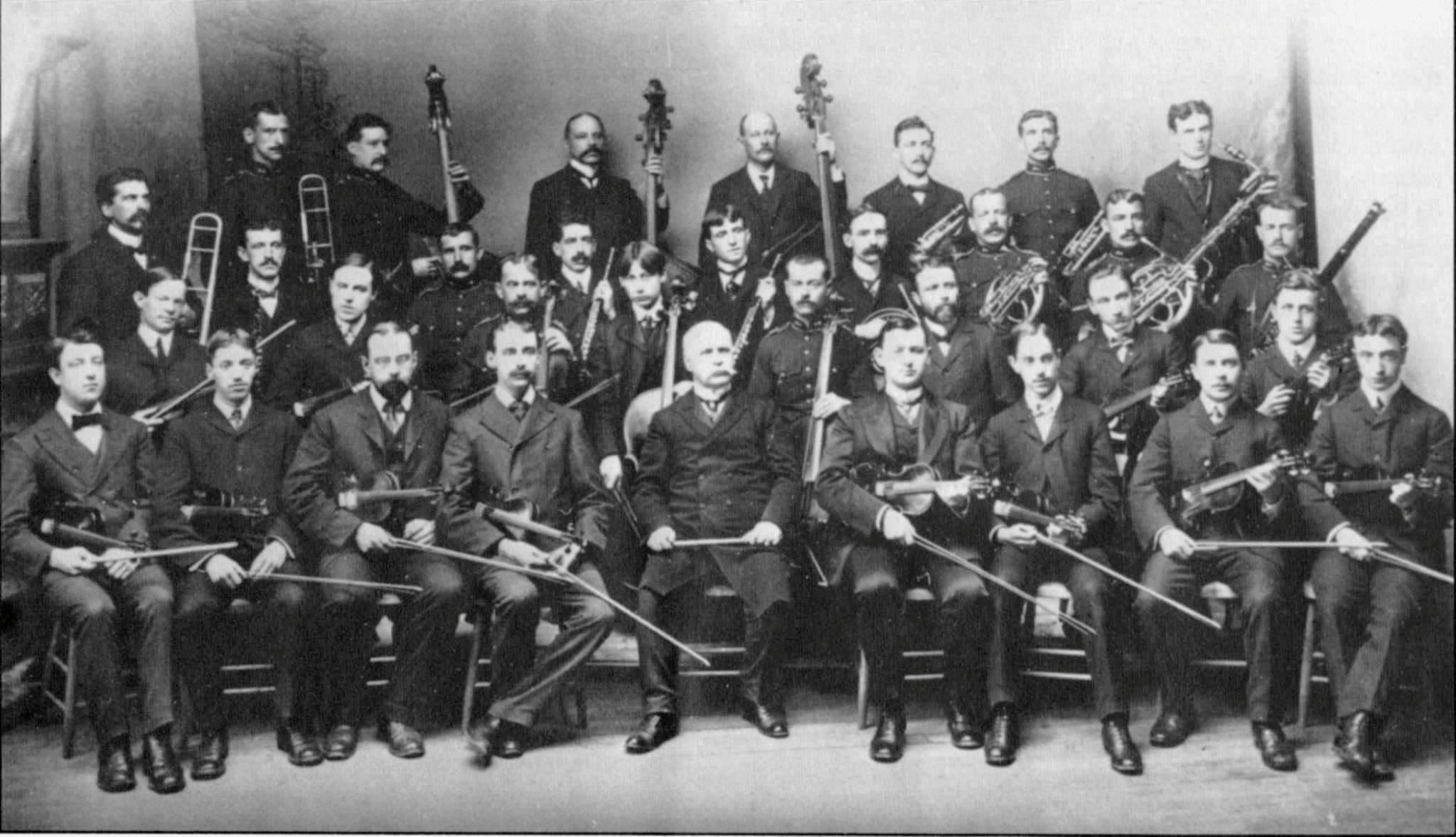
Das Orchestre Symphonique de Québec mit dem Chefdirigenten Joseph Vézina in der ersten Reihe in der Mitte sitzend.

Das Orchestre Symphonique de Québec bzw. Quebec Symphony Orchestra ist ein im Jahre 1902 gegründetes Sinfonieorchester aus der Stadt Québec in der gleichnamigen kanadischen Provinz.
Bereits zum Zeitpunkt der Gründung als Orchestre Symphonique de Québec bekannt, trat das Orchester, nachdem sich einige weitere Musiker angeschlossen hatten, ab dem Jahre 1903 als Société symphonique de Québec (SSQ) in Erscheinung. Nach der Fusionierung mit dem 1935 gegründeten Cercle philharmonique de Québec (CPQ) im Jahre 1942 erhielt das Orchester wieder seinen ursprünglichen Gründungsnamen.
Es gilt heute (Stand: 2019) als eines der führenden Orchester Kanadas und ist zudem das älteste und am längsten durchgehend aktive des Landes.

## Geschichte

### Von den Anfängen bis zum Ersten Weltkrieg
Nachdem Joseph Vézina beim 50. Jubiläum der Universität Laval am 23., 24. und 25. Juni 1902 drei große Konzerte mit einem Orchester bestehend aus lauter freischaffenden Musikern in der Quebec City Armoury dirigiert hatte, beschlossen die drei jungen Instrumentalisten Léonidas Dumas, Joseph Talbot und Raoul Vézina – Letzter ist ein Sohn des großen Dirigenten – eine dauerhafte Musikgruppe zu etablieren. So gründeten sie zusammen mit insgesamt etwa 25 Musikern am 3. oder 5. Oktober 1902 das Orchestre Symphonique de Québec. Joseph Vézina wurde als Chefdirigent vorgestellt, wobei er diese Position bis zu seinem Tod im Jahre 1924 beibehielt. Das neue Ensemble absolvierte am 28. November 1902 in drei Akten während eines Chorkonzerts in der Tara Hall an der Québecer rue Sainte-Anne seinen ersten öffentlichen Auftritt. Mit einem umfangreicheren Programm trat das Orchester daraufhin am 5. Dezember 1902 ein weiteres Mal in der Tara Hall auf. Am 23. Februar 1903 schlossen sich vier Mitglieder des Septetts Septuor Haydn (J.-Alexandre Gilbert, W. Noble Campbell, Arthur Lavigne und Nazaire LeVasseur), sowie um die zehn Mitglieder der Regimentskapelle dem Orchester an, um dieses zu verstärken. Dieses Vereinigung von 40 Musikern mit den verschiedensten Hintergründen wählte als Namen für sein Ensemble Société symphonique de Québec, kurz SSQ. Zu ebendieser Zeit trat der Gründungspräsident Léonidas Dumas sein Amt an J.-Alexandre Gilbert ab. Gilbert trat daraufhin auch bis 1934 als Konzertmeister in Erscheinung. Die offizielle Gründung der SSQ erfolgte am 20. März 1906; ihr Motto „Arte alitur fulgetque“ (dt.: Kunst nährt und erleuchtet) nahm die Société erst am 3. Juni 1927 an.
Im Jahre 1903 wurde die Société symphonique de Québec auserkoren, um bei einem Konzert den Musiksaal Auditorium de Québec, der heute als Capitole de Québec oder Théâtre Capitole bekannt ist, einzuweihen. In weiterer Folge fanden vor allem in der Anfangszeit jährlich drei Abonnementkonzerte im Auditorium statt. Bei der Eröffnung am 31. August und 1. September 1903 traten unter anderem die Solisten Rosario Bourdon, Paul Dufault, Émiliano Renaud und Joseph Saucier in Erscheinung. Die erwähnten Abonnements wurden ab dem Jahre 1904 verkauft. Bis zum Ersten Weltkrieg veranstaltete die SSQ auch jährlich eine Serie von drei Konzerten für die Société du parler français au Canada (das Nationalkovent der frankophonen Kanadier) und trat des Öfteren zu anderen feierlichen Anlässen, die zumeist religiöser Natur waren, auf.
Unter Vézinas Führung entwickelte sich das Orchester rasch zu einem der erfolgreichsten des Landes; bereits 1907 gewann die SSQ ersten Preis in der Musik-Kategorie bei einem von Albert Grey, 4. Earl Grey, dem damaligen Generalgouverneur von Kanada, organisierten Musik- und Theaterwettbewerb am Russel Theatre in Ottawa. Der Preisrichter war hierbei George Chadwick, der zu dieser Zeit als einer der bedeutendsten US-amerikanischen Komponisten galt und zu diesem Zeitpunkt Direktor des New England Conservatory of Music in Boston, Massachusetts, war. Kurze Zeit später hatte die SSQ einen großen Auftritt im Monument-National in Montreal. Im Jahre 1908 war Vézina Präsident des Musikkomitees für die Feierlichkeiten zum 100-jährigen Bestehen der Stadt Québec. Aus diesem Anlass spielte die Société symphonique de Québec mehrere bedeutende Konzerte. Bis ins Jahr 1914 spielte das Sinfonieorchester mit rund 60 Musikern große Abonnementkonzerte. Darüber hinaus wurde das Orchester zu Auftritten in anderen Teilen des Landes eingeladen, insbesondere in Ottawa, Montreal, Sherbrooke und Montmagny.
Noch vor dem Krieg traten renommierte Solisten mit der SSQ auf, um die Balance zwischen lokalen und internationalen Künstlern zu halten. Vézina schuf die Partituren für drei komische Opern, die von der Société symphonique de Québec erstmals in den Jahren 1906 (Le lauréat; Libretto von Félix-Gabriel Marchand), 1910 (Le rajah; Libretto von Gaston Morelles (Pseudonym von Benjamin Michaud)) und 1912 (Le fétiche; Libretto von Alex Villandray und Louis Fleur (Pseudonyme von Alexandre Plante und Antonio Langlais)) aufgeführt wurden. Ein viertes Werk (La grosse gerbe), nach einem Gedicht von Pamphile Le May, blieb unvollendet. Die Opern, die allesamt im Auditorium de Québec uraufgeführt wurden, galten als erfolgreich.

### Zeit von 1914 bis 1950
Der Ausbruch des Ersten Weltkrieges stoppte die Aktivitäten des Orchesters abrupt. Statt Abonnementkonzerten fanden in dieser Zeit philanthropischen Konzerte statt. Als die Spanische Grippe ab 1918 weltweit Millionen Todesopfer forderte, stellte die SSQ von März 1918 bis März 1919 ihren Betrieb gänzlich ein und kam keinen einzigen Auftritt. Mit ein Grund dafür waren auch die hohen Produktionskosten. Am 13. und 14. April 1921 lud die SSQ den jungen Violinisten Arthur LeBlanc (1906–1985) zu seinem Debüt ein. Bis Mitte der 1940er Jahre trat LeBlanc in weiterer Folge regelmäßig mit dem Orchester auf. Anlässlich des 300. Geburtstages von François de Montmorency-Laval gab die SSQ zusammen mit einem 300-stimmigen Chor ein Konzert vor etwa 6.000 Zuschauern; gespielt wurde das Oratorium La rédemption von Charles Gounod. Nach dem Tod von Joseph Vézina am 5. Oktober 1924 wurde Robert Talbot neuer Chefdirigent der Société symphonique de Québec. Unter seiner Führung wurde das Repertoire des Ensembles erweitert und zum 25. Jahrestag des Bestehens der SSQ dirigierte Talbot im Mai 1928 die erste vollständige Aufführung von Beethovens 5. Sinfonie.
Weiters wurden im Laufe dieser Zeit Sinfonien von Haydn und Schubert (ganz oder teilweise), Dvořáks Aus der Neuen Welt (9. Sinfonie), Tschaikowskis Der Nussknacker, Faurés Masques et Bergamasques, Vorspiel (Orchestereinleitung) zu Wagners Die Meistersinger von Nürnberg, die 3. Sinfonie von Brahms, die Sinfonie in d-Moll von César Franck oder die 6. Sinfonie von Glasunow gespielt. Weitere Werke waren von Vincent d’Indy, Emmanuel Chabrier, Ernest Chausson oder Joseph Guy Ropartz. Im Jahre 1931 ermöglichte Talbot dem Orchester sein Radiodebüt. Ein Jahr später fand bei der Einweihung des Palais Montcalm ein Konzert mit dem Solisten Raoul Jobin (1906–1974) statt. Nachdem Gilbert nach über drei Jahrzehnten seine Position als Konzertmeister im Jahre 1934 zurücklag, übernahm diese Position Alphonse Saint-Hilaire, der jedoch selbst nur bis 1936 im Amt blieb.
Im Herbst 1935 begannen wiederum schwierige Zeiten für de SSQ, als sich eine Gruppe junger Dissidenten, die Qualität und Quantität der Konzerte steigern wollte, unter Edwin Bélanger zum Cercle philharmonique de Québec, kurz CPQ, zusammenschlossen. Das erste Konzert fand am 10. Dezember 1935 im Palais Montcalm statt. Die erste Spielzeit bestand aus vier öffentlichen Konzerten, sowie fünf kostenlosen Bildungskonzerten für Schüler, was eine wichtige Neuerung darstellte. Innerhalb kürzester Zeit entwickelte sich der CPQ zu einem nicht zu unterschätzenden Rivalen der SSQ. Innerhalb der nächsten sieben Jahre präsentierte der CPQ auf diese Weise 45 Konzerte, wobei hingegen die SSQ auf 31 Konzerte kam. Die Zeit, in der die Stadt Québec zwei Sinfonieorchester hatte, endete jedoch bereits wieder im Jahre 1942, als die beiden Orchester miteinander fusionierten und das nunmehrige Orchestre Symphonique de Québec bildeten. Die anhaltenden finanziellen Probleme beider Orchester zwangen zu diesem Schritt; die Benennung auf den ursprünglichen Gründungsnamen erfolgte am 25. Juni 1942. Talbot zog sich als Chefdirigent zurück; der bereits genannte Edwin Bélanger folgte ihm auf diese Position, die er selbst bis 1951 bekleidete. Zwischenzeitlich wurde auch der Konzertmeister mehrfach ausgetauscht. Auf den 1936 ausgeschiedenen Saint-Hilaire folgte Antoine Montreuil, ehe im darauffolgenden Jahr bereits Jules Payment übernahm. Diesem folgte abermals ein Jahr später Gilbert Darisse, der bis zum Jahre 1960 als Konzertmeister des Orchesters in Erscheinung trat.
Trotz einiger ernsthafter Schwierigkeiten bei der Rekrutierung von Musikern nahm das Orchester wieder seine jährliche Serie von vier bis sechs Konzerten auf. Des Weiteren lud es regelmäßig berühmte internationale Künstler ein und bot zudem innovative Bildungsprogramme an. Neben Kinderkonzerten an den Nachmittagen wurde im Jahre 1945 auch ein eigener Wettbewerb für junge Solisten ins Leben gerufen, bei dem die damals 13-jährige Pianistin Janine Lachance (1932–2017) als erste Gewinnerin hervortrat. Ein weiterer bekannter Gewinner dieses Wettbewerbs war der Tenor Richard Verreau (1926–2005), der den Wettbewerb im Jahre 1948 für sich entscheiden konnte. Gegen Ende der 1950er Jahre verschwand dieser Wettbewerb jedoch wieder aus dem Programm des Orchestre Symphonique de Québec, wurde aber im Jahre 1977 wieder reaktiviert. Unter Bélangers Führung wurde zunehmend versucht, die Öffentlichkeit für das zeitgenössische Repertoire zu sensibilisieren.

### Wechselhafte Zeit bis in die 1980er Jahre
Auf Bélanger folgte im Jahre 1951 Wilfrid Pelletier, der zuvor ab 1929 ein regulärer Dirigent an der Metropolitan Opera in New York City war, als neuer Chefdirigent. Unter Pelletier wurde das Niveau der Oper erhöht, was ihm mitunter dadurch gelang, dass er neue Musiker – darunter Lehrer und frische Absolventen – vom Conservatoire de Québec, das 1944 unter Pelletiers Leitung gegründet wurde, einlud. In den späten 1950er Jahren dirigierte Pelletier auch mehrere Opern in Konzertfassungen und führte zudem Bélangers pädagogische Arbeit weiter fort. Mit der Ankunft von Françoys Bernier als Pelletiers Assistent im Jahre 1959 kam es wieder zu einer radikalen strukturellen Veränderung innerhalb des Orchestre Symphonique de Québec. Im darauffolgenden Jahr erhielt das Orchester zudem nach knapp 23 Jahren wieder einen neuen Konzertmeister, als Stuart Fastofki den bisherigen Konzertmeister Gilbert Darisse ablöste. Ebenfalls ab 1960 wurde das Orchester zu einem dauerhaften und professionellen Ensemble sowie zu einem geschätzten Vertreter der Dezentralisierung. Städte wie Chicoutimi, Rimouski, Thetford Mines, Trois-Rivières und sogar die Regionen Abitibi, North Shore und Gaspé empfingen ab dieser Zeit zum ersten Mal ein professionelles Sinfonieorchester.
Einige Zentren wie Trois-Rivières oder Thetford Mines hatten daraufhin sogar regelmäßige Auftritte des Orchestre symphonique de Québec und veranstalteten ihre eigenen jährlichen Konzertreihen. In den 1960er Jahren kam es wieder zu einigen Wechseln in der Führungsebene des Orchesters. Der bisherige Konzertmeister Fastofki wurde 1963 durch Jean-Louis Rousseau, der noch im gleichen Jahr dem jungen Japaner Hidetaro Suzuki (* 1937) weichen musste, ersetzt. Auch die Chefdirigenten wurden in dieser Zeit ersetzt; auf Pelletier folgte im Jahre 1966 sein Assistent Françoys Bernier als Chefdirigent. Abermals zwei Jahre später trat 1968 mit dem Franzosen Pierre Dervaux erstmals ein ausländischer Dirigent die Position des künstlerischen Leiters und Chefdirigenten des Orchesters an. Unter Dervaux wurde im Januar 1971 der Salle Louis-Fréchette im Grand Théâtre de Québec, der später das Zentrum für Sinfoniekonzerte werden sollte, feierlich mit einem Konzert des Orchesters eingeweiht.
Obwohl er aus finanziellen Gründen nicht in der Lage war, das 1968 aus rund 65 Musikern bestehende Ensemble zu erweitern, führte Dervaux dennoch einige bemerkenswerte Aufführungen auf, darunter im Oktober 1970 Chronochromie von Olivier Messiaen, bei dem der Komponist selbst anwesend war und sich sehr zufrieden zeigte. 1975 schied Dervaux als Chefdirigent aus, ehe im darauffolgenden Jahr mit dem US-amerikaner James DePreist ein weiterer Ausländer diese Position übernahm. 1977 wurde auch der Konzertmeister ausgewechselt; auf Suzuki folgte Malcolm Lowe, der danach bis 1983 im Amt blieb und von 1984 bis heute (Stand: 2019) Konzertmeister des Boston Symphony Orchestra ist. Während des Wirkens von DePreist und Lowe, die beide bis 1983 in ihrer jeweiligen Position beim Orchester aktiv waren, wurde unter anderem im Januar 1978 The Rite of Spring aufgeführt. Am 21. Oktober 1977 fand anlässlich des 75-jährigen Bestehens des Orchestre symphonique de Québec ein Konzert in Washington, D.C. statt. Mit der Saison 1977/78 kehrte auch der bereits erwähnte Talentwettbewerb des Orchesters für junge Musiker aus Québec wieder zurück. Die Cellistin Johanne Perron war die erste Gewinnerin des reaktivierten Wettbewerbs und erhielt dafür 500 Dollar, sowie eine Einladung, als Solistin aufzutreten.

### 1980er Jahre bis heute
Im Juli 1983 trat britisch-kanadische Violinist und Dirigent Simon Streatfeild die Nachfolge DePreist an. Ebenso auf der Position des Konzertmeisters machte Malcolm Lowe der 1932 in Dijon, Frankreich, geborenen Liliane Garnier-Lesage Platz, womit erstmals eine Frau als Konzertmeister des Orchesters tätig wurde. Unter Streatfeild feierte das Orchester ein hochgelobtes Debüt in Toronto und brachte, einschließlich dieses kommerziellen Einspielungsdebüts, sechs Aufnahmen heraus. Noch in den 1980ern kam es zu weiteren personellen Veränderungen auf der Position des Konzertmeisters. Garnier-Lesage verließ das Orchestre Symphonique de Québec im Jahre 1986; Nachfolger Jean Angers blieb auch nur bis 1987 dabei und wurde daraufhin durch Darren Lowe, den Bruder von Malcolm Lowe, abgelöst. Nach einem Jahr schwieriger Verhandlungen verließ Streatfeild im Mai 1991 das zu dieser Zeit bereits finanziell stark angeschlagene Orchester, das in weiterer Folge das Management und seine Belegschaft weitgehend umstrukturieren musste. Der Franzose Pascal Verrot übernahm daraufhin die künstlerische Leitung des Orchesters als neuer Chefdirigent und führte die Unternehmung wieder zu bemerkenswerten Erfolgen. Verrot, der erst im Herbst 1991 die Nachfolge seines Vorgängers antrat, dirigierte unter anderem die Symphonie fantastique von Hector Berlioz, und brachte zwei kommerziell erfolgreiche CDs mit dem Orchester heraus. Beide CDs erhielten hohe Auszeichnungen, darunter den Félix Award für das Album Noël mit der Sopranistin Lyne Fortin. Als Composer in Residence des Orchesters trat von 1992 bis 1995 Denys Bouliane in Erscheinung.
Im Juli 1998 wurde der Israeli Yoav Talmi als neuer Chefdirigent des Orchestre symphonique de Québec vorgestellt. Dieser setzte sich für die Verbesserung der technischen Qualität des Orchesters ein, initiierte ambitionierte Zyklen (von Mahler über Bruckner) und belebte die Aufnahmetätigkeiten, sowie die zeitgenössischen Auftragsprojekte. So bestand unter anderem die Spielzeit 2005/06 aus den Reihen Grande musique, Sélection, Week-Ends électrisants, Hommage, Classiques à croquer und Concerts famille. Nach über 13 Jahren wurde Talmi im Jahre 2012 durch den 1975 geborenen Franzosen Fabien Gabel ersetzt. Im Frühjahr 2017 stellte das Orchester sein neues Logo der Öffentlichkeit vor und startete eine größer angelegte Marketingkampagne, zu der modernere Auftritte in der Öffentlichkeit, aber auch ein neues Branding von Briefumschlägen, Geschäftskarten, Albumcover, Poster oder Programmhefte zählten. Konzertmeister Darren Lowe, der für einige Monate abwesend war, wurde im Jahre 2019 interimistisch durch Catherine Dallaire ersetzt.

## Vokalwerke und Chorwerke
Neben dem unterstützenden Wirken beim Großteil der Produktionen des Théâtre lyrique de Nouvelle-France (bis 1970 Théâtre lyrique du Québec), der Opéra du Québec, der Société lyrique d’Aubigny, sowie der Opéra de Québec präsentierte das Orchester bedeutende Chorwerke auch mit ihrem eigenen Choeur de l’OSQ, der im August 1964 von Françoys Bernier als gemischter 120-köpfigen Chor gegründet wurde und sich hauptsächlich aus Amateuren zusammensetzt. Zu jeder Aufführungen werden durchschnittlich rund 20 bezahlte Profis hinzugezogen. Nach Bernier dirigierten Jocelyne Desjardins, André Martin, Pierre Loranger, Marcel Laurencelle und Élise Paré-Tousignant den Chor.
Chantal Masson übernahm den Chor im Jahre 1970 und wurde 1977 durch Charles Dumas, der bis 1989 diese Position bekleidete, abgelöst. Seine Nachfolge trat Bernard Labadie an; 1995 wurde dieser durch die Chorleiterin Marthe Lacasse ersetzt. Bereits 1996 übernahm Louise DeLisle-Bouchard, ehe diese im Jahre 2001 durch Jean-Marie Zeitouni abgelöst wurde. Zeitouni trat jedoch nach knapp zwei Jahren zurück und machte dafür David Rompré, der nunmehr seit 2003 als Chorleiter in Erscheinung tritt, Platz.
Das Orchester teilt einen Teil seines Jahresbudgets dem Chor zu, wobei das Repertoire einvernehmlich festgelegt wird.

## Premieren
Im Laufe der rund 120-jährigen Geschichte des Orchesters fanden zahlreiche Premieren und Uraufführungen statt. Dabei wurden vor allem kanadische Komponisten und neue Werke besonders gefördert. Der erste künstlerische Leiter Joseph Vézina ließ seine drei eigenen Opern vom Orchestre Symphonique de Québec uraufführen, aber auch Werke von Charles O’Neill oder Robert Talbot. Unter der Leitung des letztgenannten Künstlers waren Stücke von Clermont Pépin und Maurice Blackburn als Weltpremieren der Société symphonique de Québec zu hören. Besonders Talbots Nachfolger Edwin Bélanger zeigte sich besonders offen gegenüber neuen und zeitgenössischen Werken, was mitunter zu Premieren von Stücken von Lucien Vocelle, Léo Roy, Morris Davis oder Gaston Allaire führte. Unter Wilfrid Pelletier wiederum wurde im Mai 1953 Pépins Guernica (benannt nach dem gleichnamigen Gemälde von Pablo Picasso) vom Orchestre Symphonique de Québec uraufgeführt. Von Françoys Bernier angeregt begründete das Orchester die Tradition selbst neue Werke zu schaffen bzw. diese zumindest in Auftrag zu geben.
Seit dem Jahre 1960 waren dies unter anderem Roger Mattons Mouvement symphonique I (1960), Maurice Delas Seconde esquisse (1962), Serge Garants Ouranos (1963), Roger Matton Concerto for two pianos (1964) und Te Deum (1967), Alain Gagnons Prélude (1969), Jean Françaixs Concerto number 1 for violin (1970), Jacques Hétus Concerto for piano (1970), Vic Angelillos Tangentes (1971), das Stück Le Dict de l’aigle et du castor von Gilles Vigneault, Claude Léveillée und Neil Chotem (1972), Pépins Chroma (1973), Mattons Mouvement symphonique III (1974), André Prévosts Chorégraphie II (1976), Angelillos Dans une fontaine jouaient trois canards (1980), Mattons Mouvement symphonique IV (1980), François Sassevilles Églogues symphoniques (1982), Anne Laubers Valse concertante for piano and orchestra (1982) und Clara et le mur du son (1983), Denys Boulianes Le Cactus rieur et la demoiselle qui souffrait d’une soif insatiable (1988), Pépins Concerto for marimba (1988), Alex Pauks Cosmos (1989), Serge Niggs Poème for orchestra (1990), Denis Dions Vers 210 milliards de souvenirs en quête de bois de rose (1991), François Morels Chant d’espace (1993), Pépins La Messe sur le monde (1993), Boulianes De Sophie à Léon and Épilogue à Anna Karenin (1994), Dions Quelques détours... (1994), Pierre Bartholomées Humoresque (1994), Alain Perrons Empreintes sonores (1995), Boulianes Appels-Rappels (1995) und Entre chien et loup (1996), Michel Legrands Contrebande for double bass (1996), Boulianes Concerto for piano (1998), Jean Lesages Les Représentations surannées (1999), Walter Boudreaus La Vie d’un héros (Tombeau de Claude Vivier; 1999), Morels Rupture (2001), Randolph Peters’ Ailes de papillons et tempêtes tropicales (2002), José Evangelistas Iris (2003), Denis Gougeons ARTE! (2003) oder Hétus Concerto for oboe and English horn (2005).
Der Fokus auf ein zeitgenössisches Musikprogramm brachte dem Orchester in der Spielzeit 1977/78, der 75-jährigen Jubiläumsspielzeit, den ersten Preis der Performing Rights Organization of Canada ein. Das Orchester wurde bei späteren Gelegenheiten erneut mit diesem Preis ausgezeichnet.

## Gastsolisten und -dirigenten
Bis zum Ersten Weltkrieg lud das Orchester zahlreiche ausländische Solisten ein, darunter die russischen Pianisten Tina Lerner und Leo Ornstein, aber auch Sänger wie Charlotte Maconda, Bernice James de Pasquali, Lilla Ormond oder Edna Blanche Showalter, sowie den Cellisten Jean Gérardy. Zu den kanadischen Künstlern dieser Zeit zählten auch die Sängerinnen Adine Fafard-Drolet, Éva Gauthier und Angélina Giguère.
Nach dem Krieg waren hier unter anderem Arthur LeBlanc, Raoul Jobin, Jean-Marie Beaudet, Victor Bouchard, Renée Morisset, Paul Doyon, Jacques Gérard, Lubka Kolessa, Léopold Simoneau, Georges Lindsay, Calvin Sieb oder Richard Verreau aktiv. Die Sopranistin Marcelle Denya, der Pianist Percy Grainger, der Harfenist Marcel Grandjany und der Tenor Ramón Vinay zählten zu den ausländischen Künstlern, die in den 1940er Jahren ihre Auftritte mit bzw. beim Orchester hatten. Nach der Umstrukturierung in den 1960er Jahren präsentierte das Orchester Künstler wie Dawid Fjodorowitsch Oistrach, Emil Gilels, Régine Crespin, Alicia de Larrocha, Arturo Benedetti Michelangeli, Henryk Szeryng, Jon Vickers, Cecilia Bartoli, Wilhelmenia Fernandez, Ida Haendel, Scott Ross, Mstislaw Leopoldowitsch Rostropowitsch, Midori, Paul Tortelier, Tatiana Troyanos, Lasar Naumowitsch Berman oder José van Dam.
Zu den unzähligen Gastdirigenten zählten unter anderem Sergiu Celibidache, Franz-Paul Decker, Vladimir Golschmann, Pierre Monteux, Michel Plasson, Charles Dutoit, Alexander Brott, Agnes Grossmann oder Judith Somogi.
Einige herausragende Solisten und Dirigenten gaben ihr Nordamerika-Debüt mit dem Orchestre symphonique de Québec. Dazu gehörten die Dirigenten Pierre Dervaux (November 1964), Sergiu Celibidache (April 1966), Jean-Claude Casadesus (Januar 1969) und Charles Dutoit (März 1975) oder die Mezzosopranistin Cecilia Bartoli (Juli 1990). Im Januar 1961 spielte der Pianist Wilhelm Kempff bei seinem Debüt mit einem kanadischen Orchester den kompletten Zyklus der Beethoven-Klavierkonzerte.

## Chefdirigenten
- 1902–1924: Joseph Vézina
- 1924–1942: Robert Talbot
- 1942–1951: Edwin Bélanger
- 1951–1966: Wilfrid Pelletier
- 1966–1968: Françoys Bernier
- 1968–1975: Pierre Dervaux
- 1976–1983: James DePreist
- 1983–1991: Simon Streatfeild
- 1991–1998: Pascal Verrot
- 1998–2011: Yoav Talmi
- 2012–2022: Fabien Gabel
- seit 2023: Clemens Schuldt (ehemals Weimar)

## Konzertmeister
- 1902–1903: Wilfrid Edge
- 1903–1934: J.-Alexandre Gilbert
- 1934–1936: Alphonse Saint-Hilaire
- 1936–1937: Antoine Montreuil
- 1937–1938: Jules Payment
- 1938–1960: Gilbert Darisse
- 1960–1963: Stuart Fastofki
- 1963: Jean-Louis Rousseau
- 1963–1977: Hidetaro Suzuki
- 1977–1983: Malcolm Lowe
- 1983–1986: Liliane Garnier-Lesage
- 1986–1987: Jean Angers
- seit 1987 (derzeit (2019) abwesend): Darren Lowe
- seit 2019 (interimistisch): Catherine Dallaire

## Publikationen
Im Laufe seines Bestehens hat das Orchestre symphonique de Québec seine Aktivitäten durch verschiedene Kommunikationsmittel veröffentlicht. Dazu zählen unter anderem das Bulletin Sur une note d’information (1974–1977) und in den späten 1970er Jahren eine eigene Kolumne im Magazin Le Mois à Québec. Im September 1979 veröffentlichte das Orchester erstmals das Magazin Le Lutrin, das fünf Mal im Jahr erschien, sich aber nur wenige Jahre hielt. Seit Herbst 2003 bringt das Orchester vierteljährlich das Magazin La Marque, bestehend aus Programmnotizen, Biografien von Gastkünstlern, sowie Artikeln über Musik und Kultur, heraus.
Eine umfangreiche Archivsammlung zum Orchestre symphonique de Québec befindet sich in den Archives nationales du Québec in der Stadt Québec.